# Чемпионат мира по баскетболу 2019. Группа I
В этой статье представлено положение команд и результаты матчей в группе I второго этапа за 1-16 места чемпионата мира по баскетболу 2019. Учитываются результаты первого этапа. Команды сыграют друг с другом в один круг, с которыми не играли на первом этапе. Матчи пройдут с 6 сентября по 8 сентября 2019 года в Международном спортивном и культурном центре в Фошане. По результатам, команда занявшие 1-е и 2-е места в группе, выходят в стадию плей-офф. Команда, занявшая 3-е место в группе, займёт 9-12 места в общем зачёте, занявшее 4-е место - 13-16 места.

## Положение команд
| Команда   | Игр | В | П | МЗ  | МП  | МР  | Очки |
| --------- | --- | - | - | --- | --- | --- | ---- |
| Аргентина | 5   | 5 | 0 | 436 | 343 | +93 | 10   |
| Польша    | 5   | 4 | 1 | 383 | 373 | +10 | 9    |
| Россия    | 5   | 3 | 2 | 373 | 358 | +15 | 8    |
| Венесуэла | 5   | 2 | 3 | 355 | 366 | −11 | 7    |

## Результаты матчей
Время матчей дано по UTC+8:00

### 4-й тур

#### Польша — Россия
| 6 сентября 2019 16:00 | Протокол | Польша                     | 79:74    | Россия                            | Международный спортивный и культурный центр, Фошань Судьи: Адемир Зурапович Чун Юй Такаки Като |
| 6 сентября 2019 16:00 | Протокол | 16–22, 18–18, 19–17, 26–17 |          |                                   | Международный спортивный и культурный центр, Фошань Судьи: Адемир Зурапович Чун Юй Такаки Като |
| 6 сентября 2019 16:00 | Протокол | Адам Вачински 18           | Очки     | Михаил Кулагин 21                 | Международный спортивный и культурный центр, Фошань Судьи: Адемир Зурапович Чун Юй Такаки Като |
| 6 сентября 2019 16:00 | Протокол | Матеуш Понитка 9           | Подборы  | Андрей Воронцевич 10              | Международный спортивный и культурный центр, Фошань Судьи: Адемир Зурапович Чун Юй Такаки Като |
| 6 сентября 2019 16:00 | Протокол | Лукаш Кошарек 4            | Передачи | Сергей Карасёв, Никита Курбанов 4 | Международный спортивный и культурный центр, Фошань Судьи: Адемир Зурапович Чун Юй Такаки Като |

#### Аргентина — Венесуэла
| 6 сентября 2019 20:00 | Протокол | Аргентина                  | 87:67    | Венесуэла           | Международный спортивный и культурный центр, Фошань Судьи: Йоанн Россо Мэтт Майерс Евгений Михеев |
| 6 сентября 2019 20:00 | Протокол | 17–12, 21–13, 25–22, 24–20 |          |                     | Международный спортивный и культурный центр, Фошань Судьи: Йоанн Россо Мэтт Майерс Евгений Михеев |
| 6 сентября 2019 20:00 | Протокол | Габриэль Дек 25            | Очки     | Майкл Каррера 19    | Международный спортивный и культурный центр, Фошань Судьи: Йоанн Россо Мэтт Майерс Евгений Михеев |
| 6 сентября 2019 20:00 | Протокол | Луис Скола 6               | Подборы  | Нестор Кольменарес7 | Международный спортивный и культурный центр, Фошань Судьи: Йоанн Россо Мэтт Майерс Евгений Михеев |
| 6 сентября 2019 20:00 | Протокол | Факундо Кампаццо 9         | Передачи | Грегори Варгас 5    | Международный спортивный и культурный центр, Фошань Судьи: Йоанн Россо Мэтт Майерс Евгений Михеев |

### 5-й тур

#### Венесуэла — Россия
| 8 сентября 2019 16:00 | Протокол | Венесуэла                  | 60:69    | Россия               | Международный спортивный и культурный центр, Фошань Судьи: Йоанн Россо Такаки Като Нан Йе |
| 8 сентября 2019 16:00 | Протокол | 10–13, 17–14, 15–21, 18–21 |          |                      | Международный спортивный и культурный центр, Фошань Судьи: Йоанн Россо Такаки Като Нан Йе |
| 8 сентября 2019 16:00 | Протокол | Майкл Каррера 19           | Очки     | Андрей Воронцевич 17 | Международный спортивный и культурный центр, Фошань Судьи: Йоанн Россо Такаки Като Нан Йе |
| 8 сентября 2019 16:00 | Протокол | Майкл Каррера 10           | Подборы  | Андрей Воронцевич 9  | Международный спортивный и культурный центр, Фошань Судьи: Йоанн Россо Такаки Като Нан Йе |
| 8 сентября 2019 16:00 | Протокол | Хайсслер Жиллен 5          | Передачи | Андрей Воронцевич 5  | Международный спортивный и культурный центр, Фошань Судьи: Йоанн Россо Такаки Като Нан Йе |

#### Польша — Аргентина
| 8 сентября 2019 20:00 | Протокол | Польша                     | 65:91    | Аргентина                       | Международный спортивный и культурный центр, Фошань Судьи: Адемир Зурапович Мэтт Майерс Чун Юй |
| 8 сентября 2019 20:00 | Протокол | 14–20, 13–22, 14–28, 24–21 |          |                                 | Международный спортивный и культурный центр, Фошань Судьи: Адемир Зурапович Мэтт Майерс Чун Юй |
| 8 сентября 2019 20:00 | Протокол | Эй Джей Слотер 16          | Очки     | Луис Скола 21                   | Международный спортивный и культурный центр, Фошань Судьи: Адемир Зурапович Мэтт Майерс Чун Юй |
| 8 сентября 2019 20:00 | Протокол | Адам Хрицанюк 6            | Подборы  | Максимо Фьеллеруп, Луис Скола 6 | Международный спортивный и культурный центр, Фошань Судьи: Адемир Зурапович Мэтт Майерс Чун Юй |
| 8 сентября 2019 20:00 | Протокол | Лукаш Кошарек 5            | Передачи | Николас Лапровиттола 7          | Международный спортивный и культурный центр, Фошань Судьи: Адемир Зурапович Мэтт Майерс Чун Юй |